# Liste der Biografien/Cy
Liste der Biografien |
Portal Biografien |
Personensuche
# |
A |
B |
C |
D |
E |
F |
G |
H |
I |
J |
K |
L |
M |
N |
O |
P |
Q |
R |
S |
T |
U |
V |
W |
X |
Y |
Z |
?
 
Ca |
Cb |
Cc |
Ce |
Ch |
Ci |
Cj |
Ck |
Cl |
Cm |
Cn |
Co |
Cr |
Cs |
Ct |
Cu |
Cv |
Cw |
Cy |
Cz
Die Liste der Biografien führt alle Personen auf, die in der deutschsprachigen Wikipedia einen Artikel haben. Dieses ist eine Teilliste mit 169 Einträgen von Personen, deren Namen mit den Buchstaben „Cy“ beginnt.

## Cy
- Cy (* 1990), französische Comiczeichnerin und -autorin

### Cya
- Cyanzayire, Aloysie (* 1964), ruandische Richterin

### Cyb
- Cyba, Eva (* 1943), österreichische Soziologin
- Cybard von Angoulême († 581), Priester und Eremit
- Cybei, Giovanni Antonio (1706–1784), italienischer Bildhauer
- Cyberpiper (* 1960), luxemburgischer Musiker
- Cybichowski, Stefan (1881–1940), polnischer Architekt
- Cybinski, Anselm (* 1967), deutscher Violinist, Kulturjournalist, Musikmanager und Intendant
- Cybinski, Nikolaus (1936–2023), deutscher Lehrer, Autor und Aphoristiker
- Cybis, Bolesław (1895–1957), polnisch-amerikanischer Maler, Bildhauer und Keramiker
- Cybis, Jan (1897–1972), polnischer Maler und Hochschullehrer
- Cybo Clavarezza, Bernardo († 1627), ligurischer Adliger und der 91. Doge der Republik Genua
- Cybo, Eleonora (1523–1594), italienische Adlige und Schriftstellerin
- Cybo, Lorenzo (1500–1549), Graf von Ferentillo und Marchese von Massa
- Cybo-Malaspina, Maria Teresa (1725–1790), Herzogin von Massa und Carrara
- Cyboni, Jakub Ignacy (1660–1728), italienischstämmiger Superior des Ordens der Missionare des heiligen Vinzenz von Paul in Polen
- Cyboni, Krzysztof, Jan († 1698), italienischer Hochschullehrer und Bürgermeister in Polen
- Cyborowski, Łukasz (* 1980), polnischer Schachgroßmeister
- Cybu (* 1977), Schweizer Grafikdesigner
- Cybulski, Grzegorz (* 1951), polnischer Leichtathlet
- Cybulski, Napoleon (1854–1919), polnischer Physiologe
- Cybulski, Piotr (* 1955), polnischer Politiker, Mitglied des Sejm
- Cybulski, Wojciech (1808–1867), polnischer Literaturhistoriker und Sprachwissenschaftler
- Cybulski, Zbigniew (1927–1967), polnischer SchauspielerZbigniew Cybulski (1927–1967)

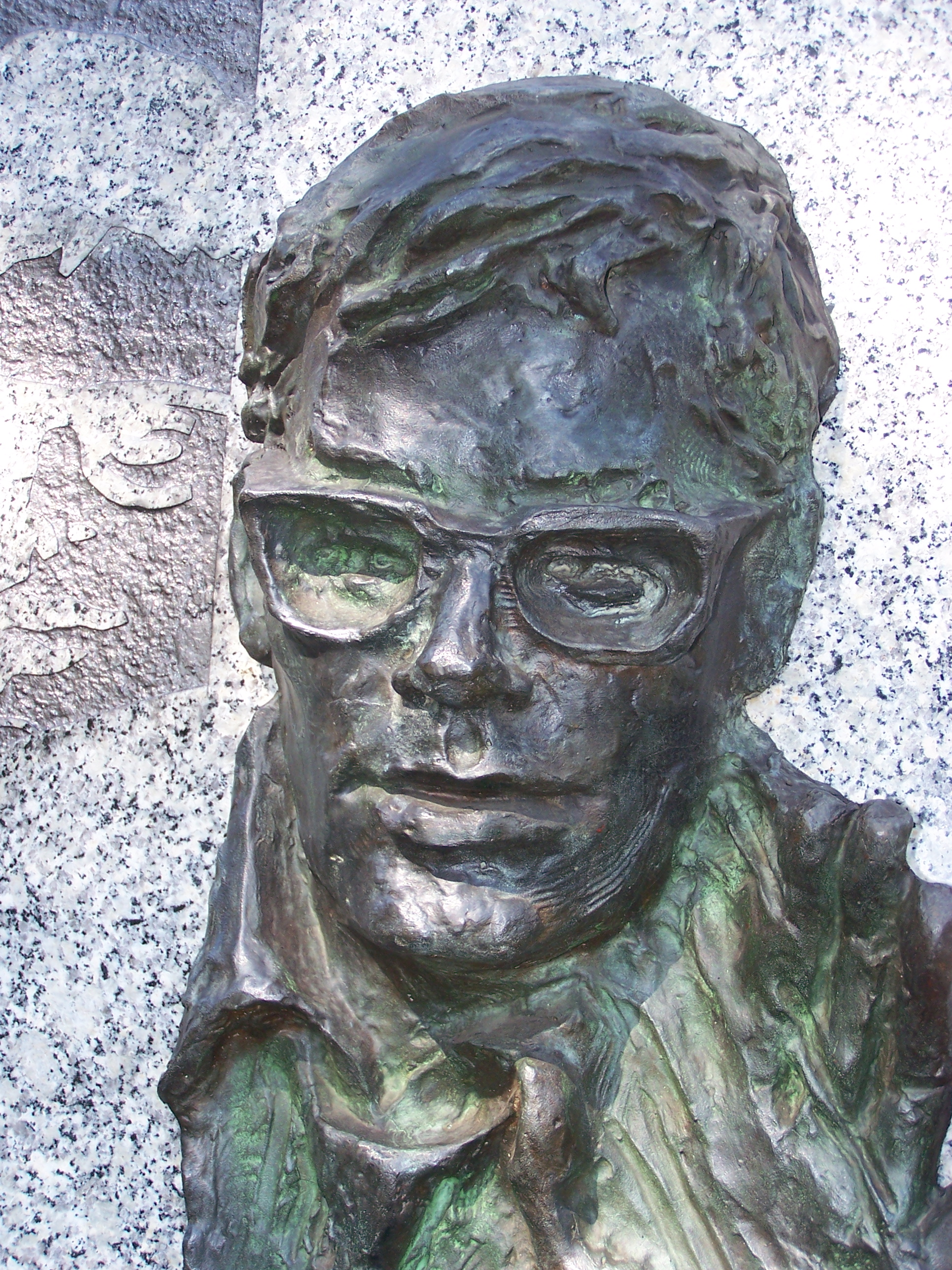
Zbigniew Cybulski (1927–1967)

### Cyc
- Cyclop, Wolff, deutscher Humanist, Mediziner und Autor
- Cycowski, Roman (1901–1998), polnisch-US-amerikanischer Sänger und Kantor, Mitglied der Comedian Harmonists

### Cye
- Cyert, Richard (1921–1998), US-amerikanischer Managementforscher

### Cyf
- Cyffer, Norbert (1943–2025), deutsch-österreichischer Afrika-Linguist und Hochschullehrer
- Cyffka, Andreas (1963–2021), deutscher Motorradsportler
- Cyfka, Karina (* 1987), polnische Schachspielerin
- Cyfus, Edward (1949–2025), polnischer Sachbuchautor, ermländischer Heimatforscher und Publizist

### Cyg
- Cygan, Pascal (* 1974), französischer Fußballspieler
- Cyganek, Ulrich (* 1958), deutscher Kirchenmusiker
- Cygnaeus, Fredrik (1807–1881), finnischer Poet, Kunstkritiker und -sammler
- Cygnaeus, Uno (1810–1888), finnischer leitender Landesschulinspektor
- Cygon, Rita, deutsche Fußballspielerin

### Cyk
- Cykiert, Abraham (1926–2009), polnisch-australischer Schriftsteller und Journalist
- Cykowiak, Zofia (1923–2009), polnische Überlebende der Vernichtungslager Auschwitz und Ravensbrück und Zeitzeugin

### Cyl
- Cyl, Agnieszka (* 1984), polnische Biathletin
- Cyler, RJ (* 1995), US-amerikanischer SchauspielerRJ Cyler (* 1995)

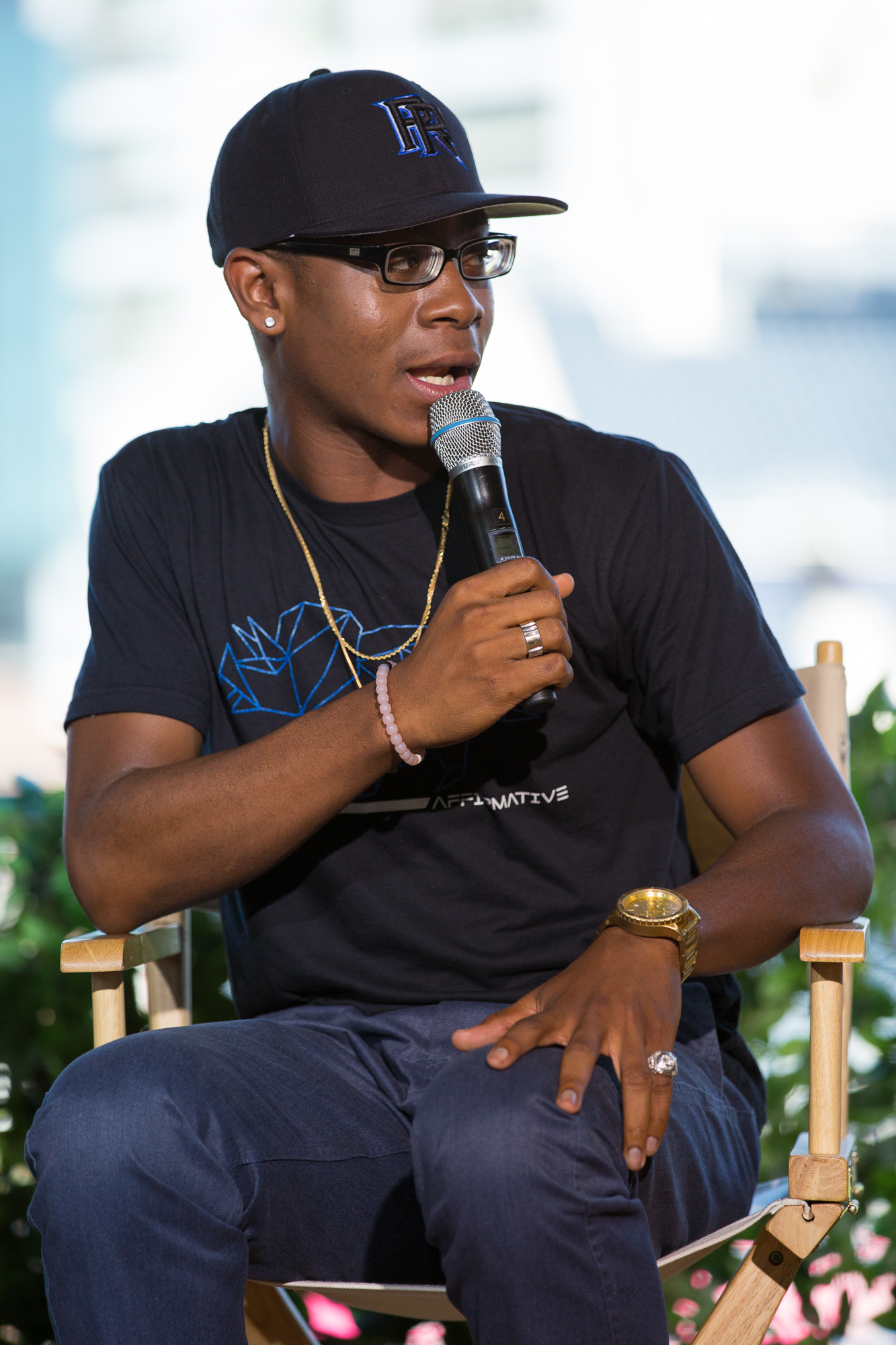
RJ Cyler (* 1995)

- Cyliax, Gerhard (1934–2008), deutscher Fußballspieler
- Cyliax, Walter (1899–1945), Schweizer Typograf und Grafiker
- Cyll, Renate (* 1931), deutsche Schauspielerin und Hörspielsprecherin
- Cylob (* 1976), britischer Electronica-Musiker, DJ und Labelbetreiber

### Cym
- Cym (* 1973), niederländische Künstlerin
- Cymański, Tadeusz (* 1955), polnischer Politiker, Mitglied des Sejm, MdEP
- Cymbal, Johnny (1945–1993), US-amerikanischer Songwriter, Sänger und Schallplattenproduzent
- Cymbala, Carol, US-amerikanische Chorleiterin und Komponistin
- Cymbalist, Dina (1907–1989), deutsch-russische Malerin
- Cymerman, Jeremiah (* 1980), US-amerikanischer Musiker (Klarinette)
- Cymes, Michel (* 1957), französischer Schriftsteller, Arzt, Fernsehmoderator und Gelegenheitsschauspieler
- Cymo (* 1990), deutscher Musikproduzent, Komponist, Songwriter und DJ

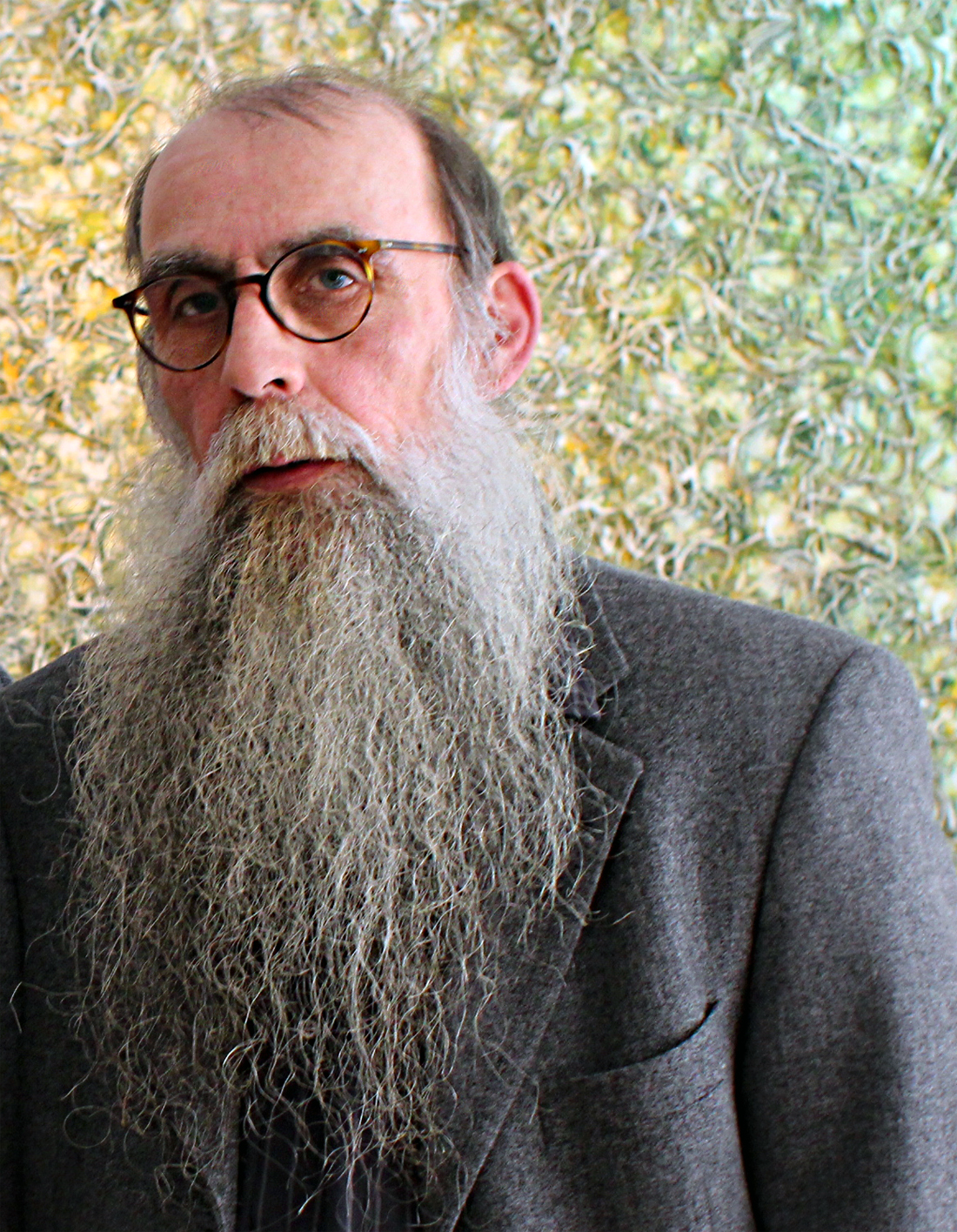
Heinz Cymontkowski (* 1954)

- Cymontkowski, Heinz (* 1954), deutscher MalerHeinz Cymontkowski (* 1954)

### Cyn
- Cynan ab Owain († 1174), walisischer Herrscher von Gwynedd
- Cynan ap Hywel, walisischer Lord von Deheubarth
- Cynan ap Iago (1014–1063), Prinz/König von Gwynedd (Wales)
- Cynan ap Maredudd († 1297), Lord von Deheubarth in Südwales
- Cyneferth, Bischof von Rochester
- Cynegils, König von Wessex
- Cynemund, Bischof von Hereford
- Cynered, Bischof von Selsey
- Cynethryth, Königin von Mercia, Äbtissin von Cookham
- Cynewulf, christlich-religiöser Dichter
- Cynewulf († 786), König von Wessex (757–786)
- Cynewulf von Lindisfarne († 783), Bischof von Lindisfarne
- Cyngen ap Cadell († 855), König von Powys (Wales)
- Cynk, Florian (1838–1912), polnischer Historienmaler, Grafiker und Kunstpädagoge
- Cynkiewicz, Rosemarie (1936–2024), deutsche Geistliche, Präses der BEK
- Cynn, John (* 1984), US-amerikanischer Pokerspieler
- Cynric, König von Wessex
- Cynybulk, Gunnar (* 1970), deutscher Schriftsteller und Verleger

### Cyo
- Cyon, Elias von (1843–1912), litauischer Physiologe und Schriftsteller
- Cyon, Mimmi (* 1999), schwedische Schauspielerin

### Cyp
- Cyparis, Louis-Auguste, französischer Matrose
- Čypas, Domantas (* 1996), litauischer Eishockeyspieler
- Cypher, Jon (* 1932), US-amerikanischer Schauspieler
- Cypher, Julie (* 1964), US-amerikanische Filmregisseurin
- Cyphers, Charles (1939–2024), US-amerikanischer Schauspieler
- Cyphre, Gabriel (* 1990), italienischer Sänger
- Cypionka, Heribert (* 1955), deutscher Mikrobiologe
- Cypraeus, Hieronymus († 1573), deutscher Geistlicher und Schleswiger Domherr
- Cypraeus, Johann Adolf (1592–1636), deutscher katholischer Pastor
- Cypræus, Poul (1536–1609), deutscher Jurist, Historiker und Mitglied des Kollegiums der Domschule Schleswig
- Cypress, Tawny (* 1976), US-amerikanische Schauspielerin
- Cyprian, römischer Politiker
- Cyprian († 1207), Bischof von Lebus und Breslau
- Cyprian von Karthago († 258), Bischof von Karthago und Kirchenvater, lateinischer Kirchenschriftsteller der alten Kirche, HeiligerCyprian von Karthago († 258)

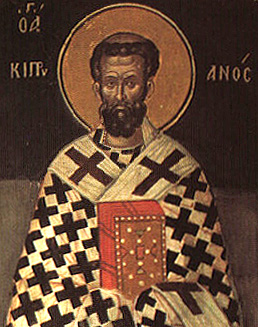
Cyprian von Karthago († 258)

- Cyprian, Ernst Salomon (1673–1745), deutscher lutherischer Theologe und Bibliothekar
- Cyprian, Johannes (1642–1723), polnischer Physiker und lutherischer Theologe
- Cyprian, Juliane Magdalene (1697–1721), deutsche Autorin zahlreicher Gedichte, Lieder und Heldenbriefe
- Cyprian, Róbert (* 1971), slowakischer Badmintonspieler
- Cyprian, Werner (1907–1973), deutscher Jurist und Verwaltungsbeamter
- Cyprien, Wylan (* 1995), französischer Fußballspieler
- Cyprys, Werner (1922–2000), deutscher Komponist, Liedtexter, Sänger und Musikproduzent

### Cyr
- Cyr, Antoine (* 1998), kanadischer Skilangläufer
- Cyr, Dalton (* 2000), US-amerikanischer Popmusiker, Sänger, Songwriter, Gitarrist und Schauspieler
- Cyr, Georges (1881–1964), französischer Maler und Aquarellist
- Cyr, Louis (1863–1912), kanadischer BodybuilderLouis Cyr (1863–1912)

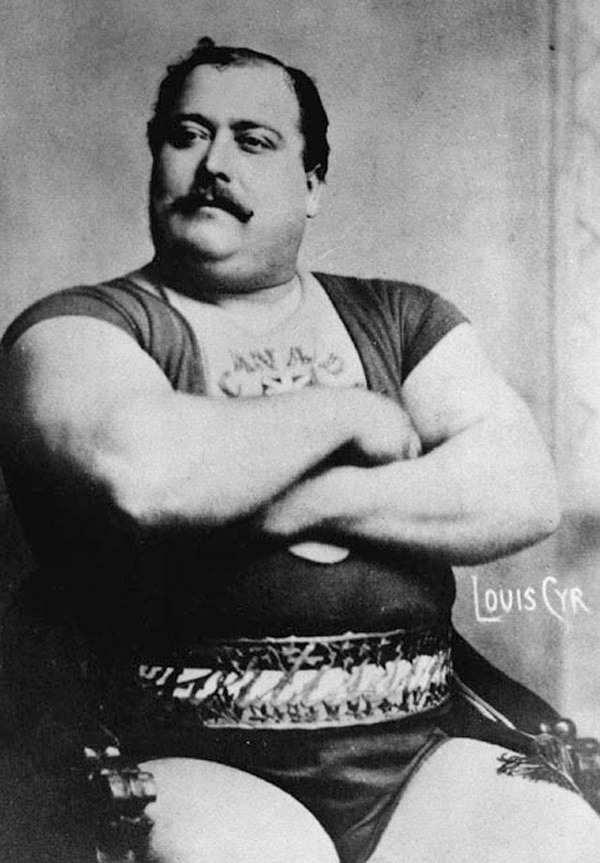
Louis Cyr (1863–1912)

- Cyr, Luc (* 1953), kanadischer Geistlicher, Erzbischof von Sherbrooke
- Cyr, Megan (* 1990), kanadische Volleyballspielerin
- Cyr, Paul (1963–2012), kanadischer Eishockeyspieler
- Cyr, Paul N. (1878–1946), US-amerikanischer Politiker
- Cyr, Steve (* 1967), kanadischer Biathlet
- Cyran, Eberhard (1914–1998), deutscher Schriftsteller
- Cyran, Ulrich (* 1956), deutscher Schauspieler
- Cyran, Walter (1907–2000), deutscher Pharmazeut und Lebensmittelchemiker
- Cyranek, Alina (* 1979), deutsche Filmemacherin
- Cyranek, Ludwig (1907–1941), deutscher Zeuge Jehovas und ein Opfer der NS-Kriegsjustiz
- Cyranka, Daniel (* 1969), deutscher evangelischer Theologe
- Cyrankiewicz, Józef (1911–1989), polnischer kommunistischer Politiker und Ministerpräsident
- Čyras, Aleksandras (1927–2001), litauischer Bauingenieur und Professor
- Cyrenius, Andreas (* 1980), deutscher Filmregisseur und Drehbuchautor
- Cyrenius, Maria (1872–1959), deutsch-österreichische Emailleurin, Malerin, Kunstgewerblerin und Zeichenlehrerin
- Cyriac, Gohi Bi (* 1990), ivorischer Fußballspieler
- Cyriacks, Hartmut (1955–2022), deutscher Dramaturg, Übersetzer und Journalist
- Cyriacus, König von Makuria
- Cyriacus, Heiliger und einer der 14 NothelferCyriacus

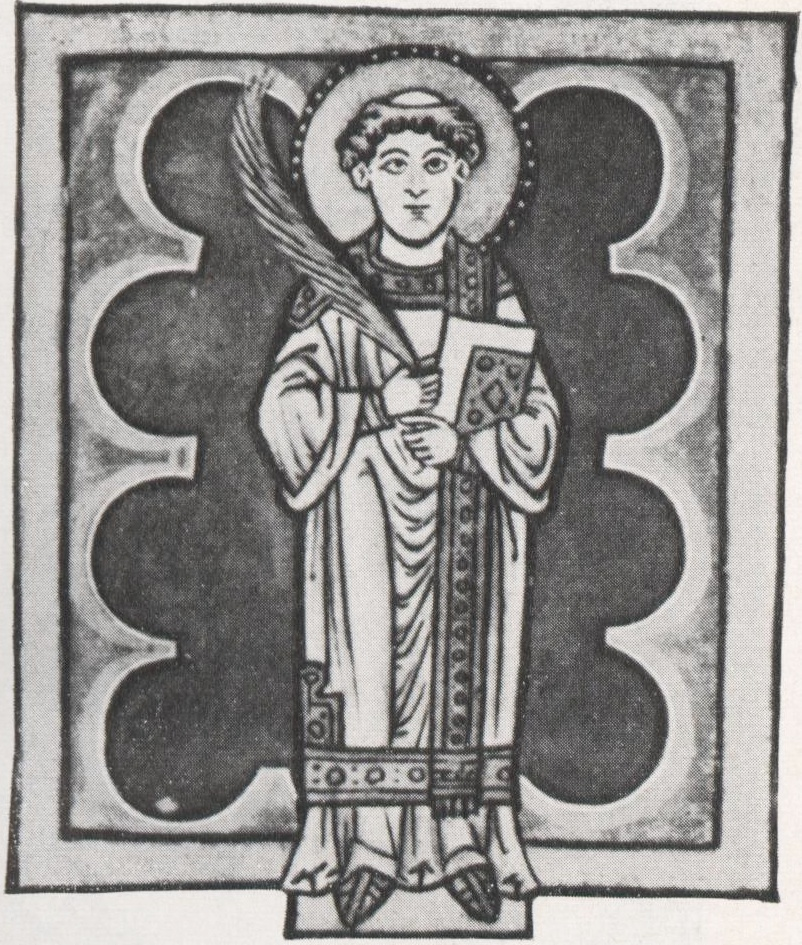
Cyriacus

- Cyriacus I. († 230), Bischof von Byzanz
- Cyriacus von Ancona, italienischer Kaufmann und Humanist
- Cyriax, James (1904–1985), britischer Arzt
- Cyriax, Michael (* 1969), deutscher Politiker (CDU), Landrat in Hessen
- Cyriax, Rolf (* 1938), deutscher Germanist, Verlagslektor, Karikaturist und Sachbuchautor
- Cyril, australischer DJ und TikTok-CreatorCyril

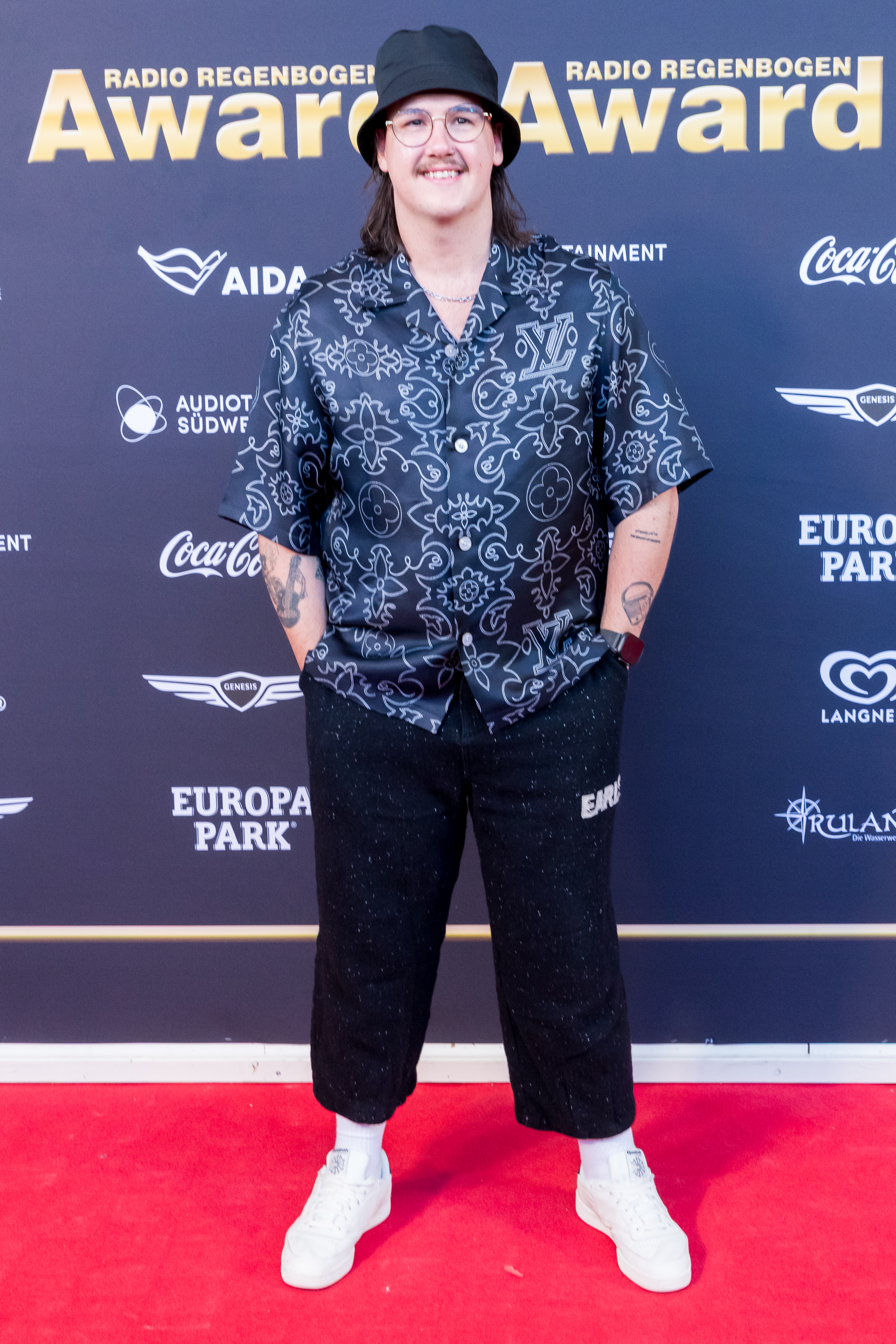
Cyril

- Cyril Mar Basilius I., indischer Geistlicher, Metropolit der Unabhängige Syrische Kirche von Malabar
- Cyrill von Gortyna, Bischof von Gortyna
- Cyrilla († 304), Märtyrerin
- Cyrille, Andrew (* 1939), US-amerikanischer Jazz-Schlagzeuger
- Cyrille, Gabriel (* 1944), nigrischer Offizier und Politiker
- Cyrillus von Trier, Bischof von Trier
- Cyrin, Maxence (* 1971), französischer Pianist und Komponist
- Cyris, Emma (* 2001), deutsche Volleyballspielerin
- Cyro, Peter († 1564), Schweizer Jurist, Diplomat und Politiker
- Cyron, Anne (* 1955), deutsche Politikerin (AfD), MdL Bayern
- Cyron, Richard (* 1965), polnisch-deutscher Fußballspieler und -trainer
- Cyron-Noél, Ruth (* 1899), deutsche Schriftstellerin
- Cyroulnik, Charles (1923–2003), französischer Geiger
- Cyrulnik, Boris (* 1937), französischer Neurologe, Psychiater und Autor
- Cyrulnik, Omar, argentinischer Gitarrist und Musikpädagoge
- Cyrus, Abraham C., vincentischer Politiker
- Cyrus, Andy (* 1976), englischer Fußballspieler
- Cyrus, Billy Ray (* 1961), US-amerikanischer Country-Sänger und Schauspieler
- Cyrus, Braison (* 1994), US-amerikanischer Schauspieler und Model
- Cyrus, Brandi (* 1987), US-amerikanische Schauspielerin, Sängerin und Moderatorin
- Cyrus, Daneil (* 1990), Fußballspieler aus Trinidad und Tobago
- Cyrus, Hannelore (1935–2020), deutsche Sozialwissenschaftlerin und Historikerin
- Cyrus, Heinz (1936–1965), deutsches Todesopfer der Berliner Mauer
- Cyrus, Josef (* 1947), deutscher Filmregisseur, Kameramann und Drehbuchautor
- Cyrus, Leticia Tish (* 1967), US-amerikanische Film-Produzentin
- Cyrus, Lieselore (* 1951), deutsche Diplomatin
- Cyrus, Martin (* 1952), deutscher Filmkomponist
- Cyrus, Miley (* 1992), US-amerikanische Sängerin und SchauspielerinMiley Cyrus (* 1992)

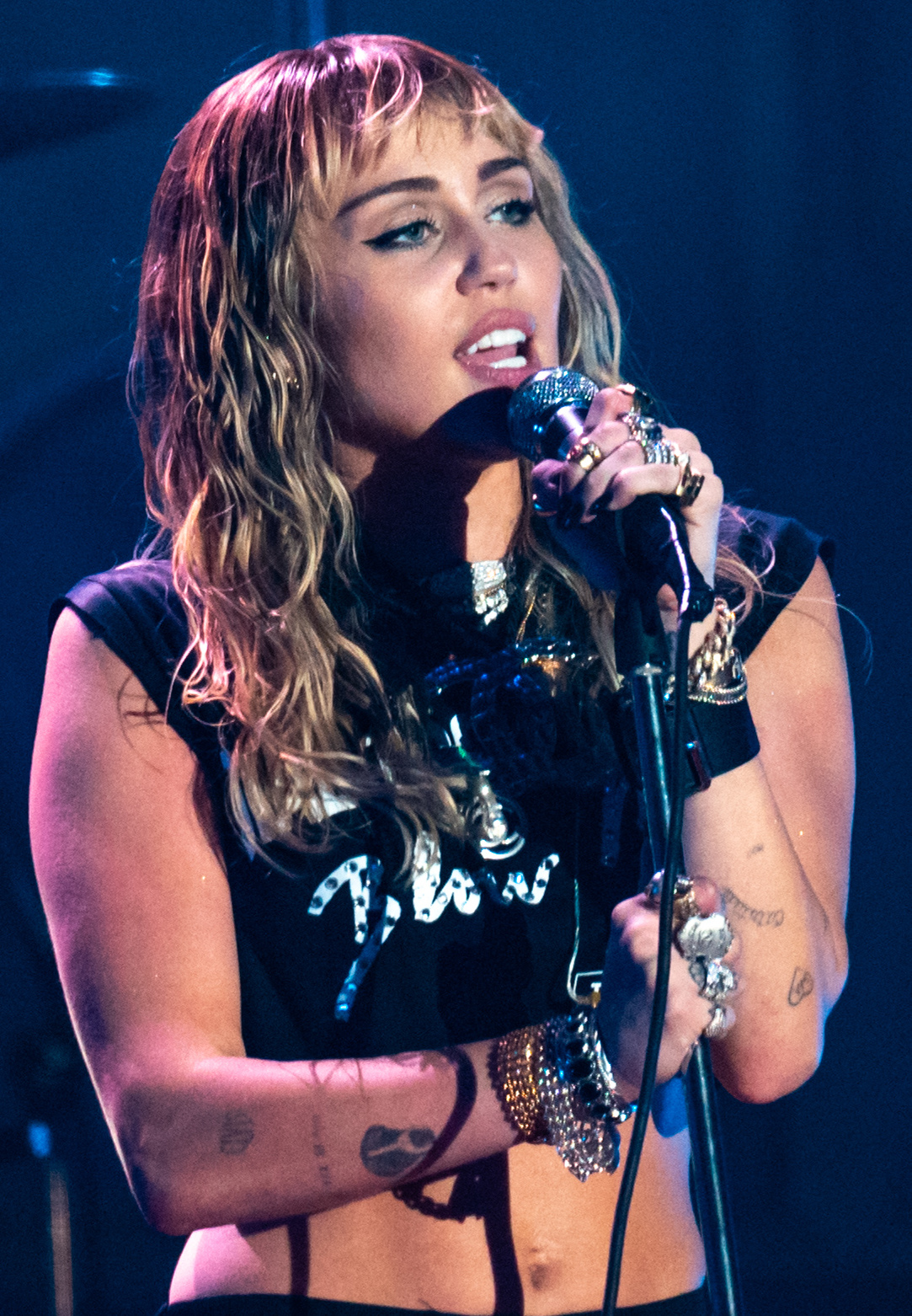
Miley Cyrus (* 1992)

- Cyrus, Noah (* 2000), US-amerikanische Synchronsprecherin und Schauspielerin
- Cyrus, Ron (1935–2006), US-amerikanischer Politiker
- Cyrus, Trace (* 1989), US-amerikanischer MusikerTrace Cyrus (* 1989)

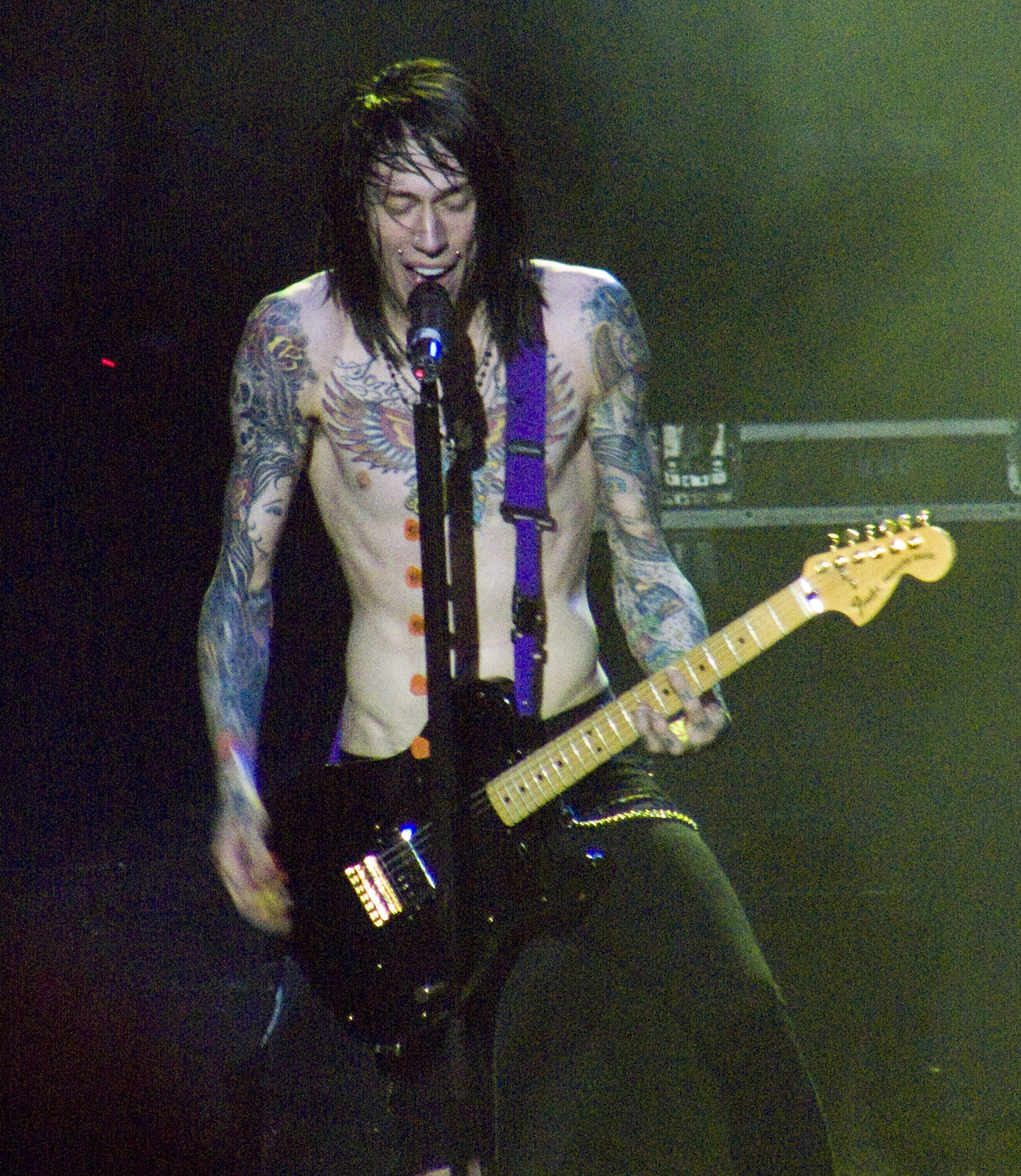
Trace Cyrus (* 1989)

### Cys
- Cysarz, Herbert (1896–1985), österreichisch-deutscher Germanist
- Cysat, Johann Baptist († 1657), Schweizer Mathematiker und Astronom
- Cysat, Renward (1545–1614), Politiker, Apotheker und Regisseur
- Cysique, Sarah Léonie (* 1998), französische Judoka
- Cysouw, Michael (* 1970), niederländischer Linguist

### Cyt
- Cytacka, Renata (* 1975), litauische Juristin und Politikerin
- Cytherea (* 1981), US-amerikanische Pornodarstellerin
- Cytowska, Maria (1922–2007), polnische Altphilologin
- Cytronowski, Joseph (1839–1908), deutscher Geistlicher und Politiker (Zentrum), MdR
- Cytter, Keren (* 1977), israelische Künstlerin

### Cyv
- Čyvas, Haroldas (* 1972), litauischer Volleyball- und Beachvolleyballspieler

### Cyw
- Cywiński, Piotr (* 1972), polnischer Historiker, Mitglied im Internationalen Auschwitz Komitee und Leiter des Museum KZ Auschwitz-Birkenau
- Cywinski, Tom (* 1987), deutscher Politiker (CDU)
- Cywiński, Zbigniew (* 1929), polnischer Bauingenieur

### Cyz
- Cyž, Jan (1898–1985), sorbischer Jurist und Verleger sowie Landrat des Kreises Bautzen